# バートとアーニーのだいぼうけん
『バートとアーニーのだいぼうけん』（Bert and Ernie's Great Adventures）は、アメリカのテレビアニメ。

## 概要
アメリカでは2008年7月22日から2010年12月30日までセサミストリートのコーナーとして放送。日本では2009年から2011年までディズニーチャンネルで独立番組として放送された。その後、アメリカでDVDを発売し、日本も日本コロムビアからDVDを発売している。

## ストーリー
バートとアーニーは世界中を旅することを目的に、夢の中で楽しい冒険を繰り広げる。

## キャラクター
吹き替え声優はNHK版が使われた。
バート
声：エリック・ジェイコブソン、落合弘治（日本語吹き替え版）
アーニー
声：スティーヴ・ホイットマイア、真殿光昭（日本語吹き替え版）
エルモ
声：ケビン・クラッシュ、落合弘治（日本語吹き替え版）

## エピソードリスト
| 話数 | 話数 | 邦題                                | 原題                  |
| ---- | ---- | ----------------------------------- | --------------------- |
| 1    | 1    | たからさがし                        | Tiny Town             |
| 13   | 2    | うみの そこへ                       | Deep Sea              |
| 2    | 3    | ちいさな まち                       | Pirates               |
| 3    | 4    | うちゅうたんけん                    | Planet Bert           |
| 10   | 5    | だいはつめい                        | Inventors             |
| 14   | 6    | ハトの たから                       | Pigeonia              |
| 16   | 7    | スーパーヒーロー                    | Superheroes           |
| 5    | 8    | きょうりゅうのあかちゃん            | Cavemen               |
| 12   | 9    | やまのぼり                          | Mountain Climbers     |
| 8    | 10   | せいぶのぎゅうにゅう                | Wild West             |
| 23   | 11   | ゆうかんな きし                     | Knights               |
| 7    | 12   | ペンギンのパパ                      | Penguin               |
| 20   | 13   | とうめいにんげん                    | Invisible             |
| 21   | 14   | おおきなピアノ                      | Piano Movers          |
| 11   | 15   | よるの びじゅつかん                 | Museum Guards         |
| 27   | 16   | ふたりは めいたんてい               | Detectives            |
| 24   | 17   | わるものを おえ!                    | Secret Agents         |
| 6    | 18   | ジャングルのビーバー                | Rainforest            |
| 4    | 19   | すごいちゅうもん                    | Bakers                |
| 25   | 20   | メカ・ロデオ                        | Rodeo                 |
| 18   | 21   | まほうがっこう                      | Wizards               |
| 22   | 22   | ふしぎな たび                       | Cliptecs              |
| 9    | 23   | みっつの ねがい                     | Three Wishes          |
| 26   | 24   | せんしゃレース                      | Chariot               |
| 17   | 25   | カンフーのたつじん                  | Kung Fu               |
| 19   | 26   | たのしいサーフィン                  | Beach                 |
| 49   | 27   | バートとアーニー うちゅうじんにあう | The extraterrestrials |
| 42   | 28   | ボクらは マジシャン                 | Magicians             |
| 40   | 29   | とりのオリンピック                  | The Bird Olympics     |
| 37   | 30   | ネスこのネッシー                    | Loch Ness             |
| 47   | 31   | バターフィンガー                    | Butterfinger          |
| 48   | 32   | コンピューターのむし                | The Computer Bug      |
| 50   | 33   | クイズのほし                        | The quiz show planet  |
| 15   | 34   | ふしぎなアヒル                      | Ernlock Holmes        |
| 43   | 35   | カモノハシをさがして                | The Platypus          |
| 32   | 36   | あまぐも                            | Farmers               |
| 44   | 37   | しゃりんのはつめい                  | Rocks                 |
| 45   | 38   | むじんとうのふたり                  | Deserted Island       |
| 33   | 39   | うたうしゅうりやさん                | Car Mechanics         |
| 36   | 40   | いぬのさんぽ                        | The Three Ducketeers  |
| 38   | 41   | ケロちゃんのジャンプ                | Super-Frog            |
| 51   | 42   | ゆきおとこのやま                    | The Yeti              |
| 52   | 43   | ハトになったバート                  | Bert the pigeon       |
| 35   | 44   | まいごのゾウ                        | Baby Elephant         |
| 28   | 45   | おはなやさん                        | Plants                |
| 39   | 46   | アヒルさんじゅうし                  | The Dogsitters        |
| 31   | 47   | レイダース うしなわれたアヒル       | Wise Old Duck         |
| 41   | 48   | ほこりバスターズ                    | Dustbusters           |
| 30   | 49   | ドクター・バードホイッスル          | Dr. Bird Whistle      |
| 34   | 50   | にんぎょの うたごえ                 | Under the Sea         |
| 46   | 51   | ドニー・キホーテ                    | Donnie Quixote        |
| 29   | 52   | ジリスのトンネル                    | Duckie Search         |

## DVD
DVD収録時の順（全7巻・全52本）
- 第1巻 "バートとアーニーのだいぼうけん: たからさがし"

1. たからさがし
2. うみの そこへ
3. ちいさな まち
4. うちゅうたんけん
5. だいはつめい
6. ハトの たから
7. スーパーヒーロー

- 第2巻 "バートとアーニーのだいぼうけん: きょうりゅうの あかちゃん"

1. きょうりゅうの あかちゃん
2. やまのぼり
3. せいぶのぎゅうにゅう
4. ゆうかんな きし
5. ペンギンのパパ
6. とうめいにんげん
7. おおきなピアノ

- 第3巻 "バートとアーニーのだいぼうけん: すごいちゅうもん"

1. よるの びじゅつかん
2. ふたりは めいたんてい
3. わるものを おえ!
4. ジャングルのビーバー
5. すごい ちゅうもん
6. メカ・ロデオ
7. まほうがっこう

- 第4巻 "バートとアーニーのだいぼうけん: ボクらは マジシャン"

1. ふしぎな たび
2. みっつの ねがい
3. せんしゃレース
4. カンフーのたつじん
5. たのしいサーフィン
6. バートとアーニー うちゅうじんにあう
7. ボクらは マジシャン

- 第5巻 "バートとアーニーのだいぼうけん: とりのオリンピック"

1. とりのオリンピック
2. ネスこのネッシー
3. バターフィンガー
4. コンピューターのむし
5. クイズのほし
6. ふしぎなアヒル
7. カモノハシをさがして
8. あまぐも

- 第6巻 "バートとアーニーのだいぼうけん: まいごのゾウ"

1. しゃりんのはつめい
2. むじんとうのふたり
3. うたうしゅうりやさん
4. いぬのさんぽ
5. ケロちゃんのジャンプ
6. ゆきおとこのやま
7. ハトになったバート
8. まいごのゾウ

- 第7巻 "バートとアーニーのだいぼうけん: おはなやさん"

1. おはなやさん
2. アヒルさんじゅうし
3. レイダース うしなわれたアヒル
4. ほこりバスターズ
5. ドクター・バードホイッスル
6. にんぎょの うたごえ
7. ドニー・キホーテ
8. ジリスのトンネル

## スタッフ
- アニメーション制作 - ミッセーリ・スタジオ
- 製作・著作 - セサミワークショップ

## 日本語版スタッフ
- 翻訳 - いずみつかさ
- 演出 - 向山宏志
- 録音製作 - スタジオ・エコー
- 日本語版製作 - Disney Character Voices International inc.